# Onchidium burnupi
Onchidium burnupi is een slakkensoort uit de familie van de Onchidiidae. De wetenschappelijke naam van de soort is voor het eerst geldig gepubliceerd in 1902 door Collinge.